# Sidenius
Sidenius är en svensk inklusive senare svensk-dansk släkt med stamfader Nicolaus Sidenius (ca. 1565– ca. 1641-1646), kyrkoherde i Sidensjö, Ångermanland, varifrån släktnamnet antogs.
Nicolaus Sidenii äldste son var Daniel Sidenius (1592–1666), professor och rektor vid Uppsala universitet samt assessor vid Svea hovrätt, gift med Kerstin (född Appelbom 1608-1691). Deras enda dotter Catharina Sidenia (1636–1700), gifte sig med Johannes Rudbeckius den yngre (1623-1667), varmed stammoder till adliga ätten Rudbeck.
Näst äldste son var Laurentius Nicolai Sidenius (1595-1667), kyrkoherde i Sidensjö och landstingsman. Dennes sonson Isak Abrahamsen Sidenius (1712-1780) blev genom utvandring stamfader för den svensk-danska släktgrenen Sidenius.
Tredje och yngste sonen Erik Nilsson Sidenius (1598- ca. 1670) gav upphov till den kvarvarande svenska odalsläktgrenen. Dennes sonson Daniel Eriksson Sidén (1658-1730) hade agnatiska ättlingar i fjärde led som, med anknytning till Ulvvik i Nordingrå, antog det alltjämt fortlevande släktnamnet Ulfström.

## Medlemmar i urval
- Nicolaus Sidenius (ca. 1565– ca. 1641-1646), odalbonde i Ulvvik, kyrkoherde i Sidensjö, Ångermanland
  - Daniel Sidenius (1592–1666), professor och rektor vid Uppsala universitet, assessor vid Svea hovrätt, g.m. Kerstin (född Appelbom 1608-1691)
    - Catharina Sidenia (1636–1700), g.m. Johannes Rudbeckius den yngre (1623-1667), varmed stammoder till adliga ätten Rudbeck

  - Laurentius Nicolai Sidenius (1595-1667), kyrkoherde i Sidensjö, landstingsman
    - Johan Larsson Sidenius (1625-1682), kassör vid Tjärhandelskompaniet i Stockholm
      - Abraham ‘’Sidenbom’’ (1669-1719), fältväbel vid Jämtlands regemente, pälshandlare
        - Isak Abrahamsen Sidenius (1712-1780), g.m. Anne Margrethe (född Hincheldey), bror till en:Christian Hincheldey; stamfader för svensk-danska släkten Sidenius

- - Erik Nilsson Sidenius (1598- ca. 1670)
    - Erik Eriksson Näs (1622-1698), odalbonde i Ulvvik
      - Daniel Eriksson Sidén (1658-1730), odalbonde i Ulvvik

### Ulfström
- -     -       - Daniel Eriksson Sidén (1658-1730), odalbonde i Ulvvik
        - Olof Danielsson (1690-1753), odalbonde till Ulvvik, g.m. Karin Mårtensdotter (bror till Petrus Ullén)
          - Daniel Olofsson (1714-1798), odalbonde i Ulvvik
            - Måns Danielsson (1753-1814), odalbonde i Ulvvik
              - Daniel Ulfström (1791-1865), odalbonde i Ulvvik
              - Johan Ulfström (1805-1867), odalbonde i Ulvvik

## Sidenius från Västerkäl
En annan släkt med härstamning från Västerkäl i Sidensjö lär först ha kallat sig Bidenius och senare Sidenius, dock utan känd anknytning till Sidenius från Ulvvik.
- Petrus Sidenius (1592–1666), komminister i Grundsunda socken
  - Helena Sidenia (cirka 1680–1759), g.m. Olaus Arctædius (1670–1728), komminister i Anundsjö socken
    - Peter Artedi (1705–1735), biolog